# Christopher González
Christopher Francis González (1943 – 2. August 2008) war ein puertoricanisch-jamaikanischer expressionistischer Bildhauer und Maler.

## Biographie
González wurde 1943 in Kingston geboren. Sein Vater war aus Puerto Rico, seine Mutter Jamaikanerin. 1963 schloss González sein Studium an der Jamaica School of Art (später umbenannt in Edna Manley College of the Visual and Performing Arts) mit Schwerpunkt Bildhauerei ab. Später wurde er dort Dozent. Seinen Master-Abschluss in Bildender Kunst erlangte González am California College of the Arts. Im Laufe seiner Karriere unterrichtete er an Schulen und Institutionen in Jamaika und den USA (Kalifornien und Atlanta im Bundesstaat Georgia).
Er wurde von Edna Manley und Pablo Picasso beeinflusst.
Er lebte und arbeitete mit seiner Frau und seiner Familie im Saint Ann Parish auf Jamaika.

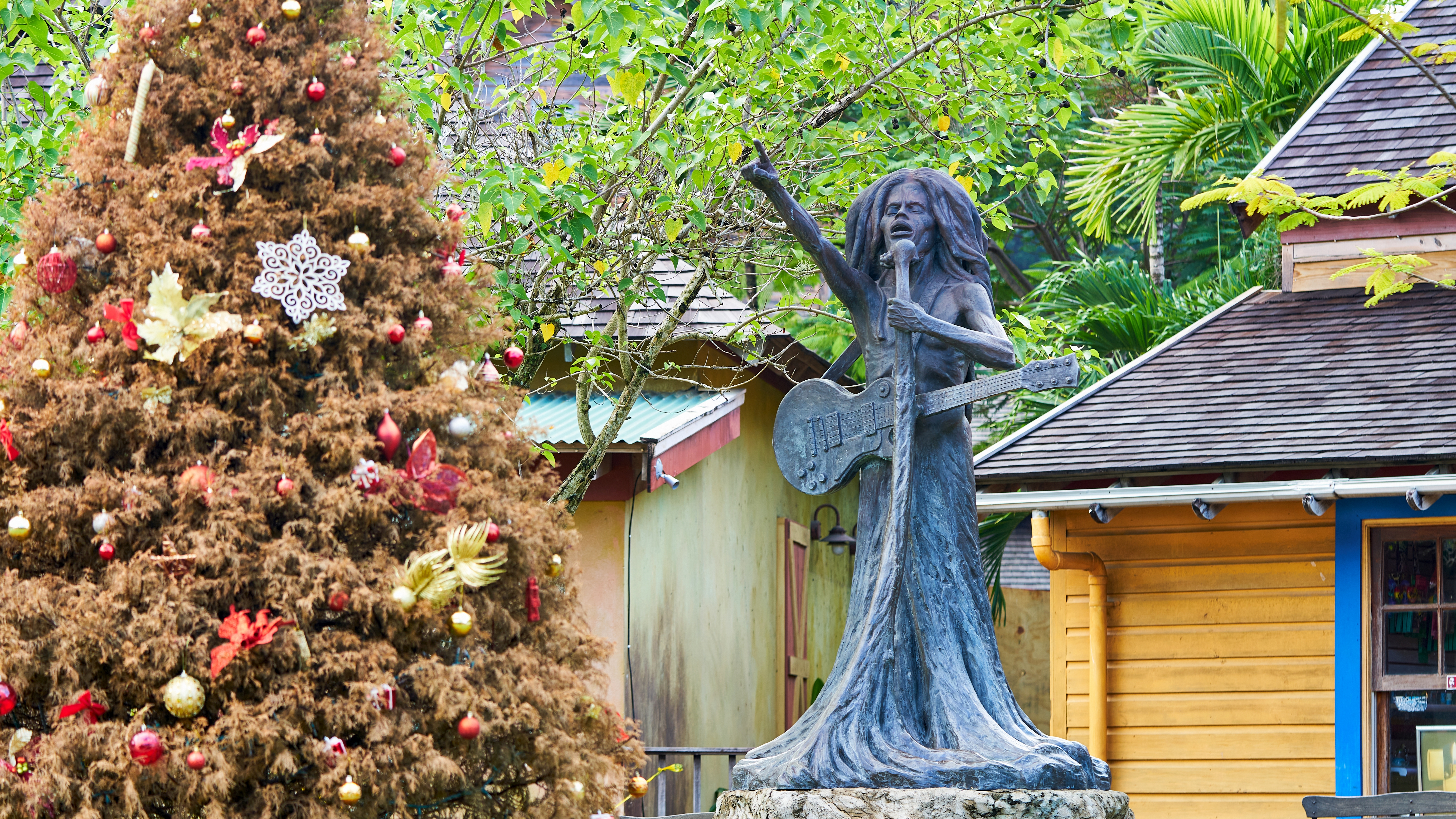
Bob-Marley-Statue von Christopher González

Am bekanntesten ist González für eine 2,7 Meter hohe Statue zu Ehren von Bob Marley, die im Auftrag der jamaikanischen Regierung geschaffen wurde und derzeit in einem Museum in Ocho Rios, Jamaika, ausgestellt ist. Die etwas abstrakte Statue stellt eine Figur dar, deren Unterkörper wie ein Baumstamm aussieht und deren Gesicht verzerrt ist. Als die Skulptur am zweiten Todestag des legendären Reggae-Künstlers an einem Standort im Independence Park enthüllt wurde, bewarfen wütende Marley-Fans die Bronzestatue mit Früchten und Steinen, weil sie ihrer Meinung nach den weithin verehrten Künstler nicht angemessen darstelle.
González ist außerdem bekannt für die Schaffung zweier Bronzereliefs zum Gedenken an die Unabhängigkeit Jamaikas von der Kolonialherrschaft und für eine Statue des Nationalhelden George William Gordon. Er arbeitete auch am Grabmal des ehemaligen Premierministers von Jamaika, Norman Washington Manley. In Jamaika sind Beispiele von González' Werken im Jamaica National Heroes' Memorial, der National Gallery of Jamaica, der Residenz des Premierministers und der Bank of Jamaica ausgestellt. Er veranstaltete zudem Gruppen- und Einzelausstellungen in Jamaika, den USA, Dänemark, Kuba, Kanada und Mexiko.
Christopher González starb am 2. August 2008 im Cornwall Regional Hospital in Montego Bay auf Jamaika im Alter von 65 Jahren an Krebs. Er hinterließ seine Frau Champayne Clarke-Gonzalez und sechs Kinder: Chinyere, Odiaka, Asha, Christina, Abenah und Nailah Gonzalez.

## Auszeichnungen
González wurde für seine Verdienste um die Kunst in der jamaikanischen Gesellschaft mit einem Order of Distinction ausgezeichnet und erhielt mehrere andere Auszeichnungen, darunter den ersten Preis beim Jamaica Fine Arts Festival Competition im Jahr 1965. Außerdem wurde ihm 1974 die silberne Musgrave-Medaille verliehen.